# New Dutch Academy
La New Dutch Academy (littéralement la Nouvelle académie néerlandaise) est un ensemble néerlandais de musique baroque et de musique classique sur instruments anciens (authentic instruments) fondé en 2002.

## Historique
L'ensemble New Dutch Academy a été fondé en mars 2002 par le chef d'orchestre et violoniste australo-néerlandais Simon Murphy.
Ce lancement eut lieu lors du premier festival de la New Dutch Academy qui proposait au public aussi bien des concerts didactiques que des concerts de musique de chambre et de musique orchestrale donnés dans la plus ancienne salle de concert des Pays-Bas, la salle Felix Meritis à Amsterdam.

## Répertoire
La New Dutch Academy et son « Research Lab » visent à ouvrir de nouvelles perspectives sur la musique du XVIIIe siècle à travers la redécouverte et la réévaluation d'œuvres perdues, oubliées ou ignorées.
L'ensemble mène des projets sur la naissance et la formation de la symphonie et de l'orchestre symphonique à la cour de Mannheim au milieu du XVIIIe siècle (Mannheim Project) et sur la naissance de la symphonie en Hollande au XVIIIe siècle (Dutch Music Project).
Ces projets ont mené à une série de premières mondiales, tant en matière de concert que d'enregistrement discographique, consacrées à des symphonies de Franz Xaver Richter et Johann Stamitz, représentants importants de l'École de Mannheim, à des symphonies et à la musique de chambre de Joseph Schmitt (le « Haydn néerlandais »), ainsi qu'à la symphonie à la Cour d'Orange à La Haye au XVIIIe siècle (Francesco Zappa, Christian Ernst Graf, Friedrich Schwindl et Carl Stamitz).
En dehors de ces projets de recherches consacrés à la musique classique à Mannheim et aux Pays-Bas, l'ensemble a consacré un unique enregistrement au répertoire baroque, sous la forme d'un disque consacré aux Concerti Grossi d'Arcangelo Corelli.

## Effectif
La New Dutch Academy est un groupe international de 40 jeunes musiciens venus du monde entier qui se rassemblent à La Haye pour explorer et interpréter la musique du XVIIIe siècle.
L'ensemble se produit dans deux configurations différentes :  les New Dutch Academy Chamber Soloists (4 à 12 musiciens) et le New Dutch Academy Chamber Orchestra (25 à 40 musiciens).
| Instruments | Musiciens |
| ----------- | --- |
| Violon      | Stephen Freeman (Concertmaster), Gabrielle Wunsch, Sara de Corso, Barbara Erdner Aira-Maria Lehtipuu, Miranda Hutton, Erin Chen, Joanna Huszcza, Frouke Mooij, Anu Gehlert |
| Violon alto | Gudrun Hardardottir, Annegret Meder, Ruben Sanderse |
| Violoncelle | Hanna Loftsdottir, Caroline Kang, Rebecca Rosen |
| Contrebasse | Christian Staude, Vega Montero Sanchez de las Matas, Benoît Vanden Bemden                                                                                                  |
| Flûte à bec | Georgia Browne, Melody Yeomans |
| Hautbois    | Peter Tabori, Taka Kitazato |
| Basson      | Tomek Wesolowski |
| Cor         | Bart Aerbeydt, Gilbert Cami Farras |
| Trompette   | Mark Geelen, Andreas Bengtsson |
| Clavecin    | Haru Kitamika |
| Tympanon    | Koen Plaetinck |

## Discographie sélective
Simon Murphy et la New Dutch Academy enregistrent principalement sur le label néerlandais Pentatone Classics :
- 2003 : Early String Symphonies de Franz Xaver Richter et Johann Stamitz (Pentatone Classics PTC 5186 028)
- 2004 : Early String Symphonies volume 2 de Franz Xaver Richter et Johann Stamitz (Pentatone Classics PTC 5186 029)
- 2004 : Concerti Grossi d'Arcangelo Corelli (Pentatone Classics PTC 5186 031)
- 2006 : Early Symphonies and Chamber Music de Joseph Schmitt (première mondiale; Pentatone Classics PTC 5186 039)
- 2009 : Crowning Glory – Zappa Symphonies de Francesco Zappa (première mondiale; Pentatone Classics PTC 5186 365)
- 2021 : Baroque Bohemia & Beyond VIII : Mysliveček - Stamič - Richter (Alto 1443)
- Baroque Bohemia & Beyond IX : K.Stamič - J.Stamič - Franz Xaver Richter